# Herinneringsteken aan Koning Frederik IX
Het Herinneringsteken aan Koning Frederik IX (Deens: Kong Frederik IX´s mindetegn) is een Deense onderscheiding. De onderscheiding werd op 30 juni 1972 ingesteld door zijn dochter en opvolgster Margrethe II van Denemarken. De onderscheiding werd zoals in Denemarken gebruikelijk is verleend aan een aantal van 's-Konings naasten. De drager mag de letters Fr.IX.M.T. achter zijn of haar naam plaatsen.
Er werden 70 eretekens geslagen waarvan er 64 werden uitgereikt. Het ereteken heeft de vorm van een gekroonde en tesaamgebonden lauwerkrans met in het midden het monogram F IX. Het wordt op de linkerborst gedragen en meet 52 bij 43 millimeter. Het versiersel weegt 26,3 gram.